# Frederick Tennyson
Frederick Tennyson (ur. 5 czerwca 1807, zm. 26 lutego 1898) – poeta angielski, syn George’a Claytona Tennysona, starszy brat Charlesa Tennysona Turnera i Alfreda Tennysona, najbardziej długowieczny z rodzeństwa. 

## Życiorys
Urodził się w Louth 5 czerwca 1807. Uczył się w Eton College. Szkołę ukończył w 1827. Studiował w Trinity College w Cambridge. Bakalaureat uzyskał w 1832. Przez dwadzieścia lat mieszkał we Florencji, gdzie zaprzyjaźnił się z Elizabeth Barrett Browning i Robertem Browningiem. We Włoszech poznał Marię Giuliotti, córkę burmistrza Sieny, z którą ożenił się w 1839. Dwadzieścia lat później przeprowadził się do St. Ewold's na Jersey i pozostał tam do 1896. Potem zamieszkał z jedynym synem, Juliusem Tennysonem i jego żoną w Kensington. Zmarł w ich domu 26 lutego 1898. Wydał między innymi tomik Daphne and Other Poems.